# Dolmen du Calvaire
Le dolmen du Calvaire est un dolmen situé à Saint-Alban-Auriolles, dans le département de l'Ardèche en France.

## Historique
L'édifice est classé au titre des monuments historiques en 1889. Le premier qui inventoria et décrit le Dolmen du Calvaire est Jules de Malbos (1782-1867), savant géologue et spéléologue ardéchois.
Le dolmen tire son nom d'un chemin de croix composé de 14 stations dont le départ se situe dans le village de Saint-Alban-Auriolles en contrebas et se termine à la chapelle Saint-Pierre-ès-liens située à proximité de l'édifice. À la suite d'une épidémie de peste dans la région en 1721, le calvaire a été mis en place l'année suivante à l'occasion de la procession des rameaux pour commémorer ce triste évènement.